# Lomanotus
Lomanotus is een geslacht van weekdieren uit de klasse van de Gastropoda (slakken).

## Soorten
- Lomanotus barlettai Garcia-Gomez, Lopez-Gonzalez & Garcia, 1990
- Lomanotus draconis Ortea & Cabrera, 1999
- Lomanotus genei Vérany, 1846
- Lomanotus marmoratus (Alder & Hancock, 1845)
- Lomanotus phiops Er. Marcus, 1957
- Lomanotus vermiformis Eliot, 1908